# Bartholomäus Lämmler
Bartholomäus Lämmler (* 3. September 1809 in Herisau; † 13. März 1865 in Wolfhalden; heimatberechtigt in Herisau), reformiert, war ein Schweizer Maler und ein Vertreter der Appenzeller Bauernmalerei aus dem Kanton Appenzell Ausserrhoden.

## Leben
Bartholomäus Lämmler wurde am 3. September 1809 als Sohn des Johann Konrad Lämmler und der Anna Katharina, geb. Anderauer in Herisau (Kanton Appenzell Ausserrhoden) geboren. 1829 heiratete er Anna Barbara Zuberbühler, von der er 1849 geschieden wurde. Lämmler war autodidaktischer Möbelmaler, der sich ab 1844 als Knecht und Tagelöhner verdingte. Seine beiden Töchter verstarben kurz nach der Geburt in den Jahren 1831 und 1832. 1832 reiste er mit seiner Frau Anna Katharina ins Elsass, um dort in der Textilverarbeitung zu arbeiten, kehrte jedoch schon 1833 in die Schweiz zurück, um sich in Schwellbrunn niederzulassen. Dort kamen auch die beiden letzten Kinder des Ehepaares 1835 und 1836 auf die Welt. 
Wie viele seiner bäuerlichen Malerkollegen war Lämmler Autodidakt und in einem bäuerlichen Beruf erwerbstätig. Im Dezember 1844 verliess Lämmler seine Familie und zog nach Brülisau (Kanton Appenzell Innerrhoden), wo er sich als Knecht und Tagelöhner verdingte. In dieser Zeit malte Lämmler die erste seiner drei überlieferten Alpfahrtstafeln (1849), seinen letzten Kasten malte er 1853. Um weitere Aufträge zu bekommen, versuchte Lämmler sich durch das Malen von Sennentafeln einen neuen Markt zu eröffnen. Die letzte Auftragsarbeit war 1856 das Eimerbödeli des Johann Ulrich Bischofberger. 
Als Folge der mangelnden Auftragslage und seiner prekären finanziellen Lage ergab sich Lämmler immer der Trunksucht. Er verliess Brülisau 1856/1857, reiste viel und verdingte sich als Taglöhner. Im Doppelhof in Unterach bei Wolfhalden verstarb er am 13. März 1865 an «Brechdurchfall infolge Erkältung und Schnapssucht».

## Werk
Das Werk Lämmlers geriet nach seinem Tod in Vergessenheit. Erst 1940 entdeckte man die Signatur M. Bart. Lemmler des Künstlers unter dem Rahmen des Alpfahrtsbildes "Die Ansicht Der Kammohr, der Hohe, Kasten, und Staubern 1854" im Historischen Museum in St. Gallen. Dies ermöglichte die Identifizierung des Werkes von Lämmler, dessen restlichen Werke nicht signiert sind. Es umfasst eine Truhe, neun Kästen, acht Bödeli (Böden von Melkeimern), zwei monumentale Kuhdarstellungen und sechs vollständige Sennenstreifen sowie doppelt so viele Sennenstreifenfragmente, einige Möbelfüllungen, drei Alpfahrtstafeln, eine Kreuzwegstation und ein Wirtshausschild. Lämmlers 1838 auf einen Schrank gemaltes Alpfahrtsbild ist eines der frühesten Bauernmalereien in der Ostschweiz, die das Sennenleben darstellen.
Tatsächlich ist die Zahl der heute zugänglichen Werke von Lämmler nicht gross. Das dürfte nicht nur daran liegen, dass es sich dabei meist um die Bemalung von Gebrauchsgegenständen handelte, die die Zeit nicht überdauerten. Auch unterschied sich der Stil von Lämmler sehr stark von dem der bis dahin üblichen traditionellen Bauernmöbelmalereien und dürfte deshalb von den Käufern selten nachgefragt worden sein. Lämmlers frühe Werke waren vom Biedermeier geprägt. Lebendigkeit, Frische und  Detailreichtum kennzeichnen sein Werk, das als erster Höhepunkt der Senntumsmalerei gilt. Herausragende Merkmale von Lämmlers Malereien sind die mangelhafte Beherrschung der Perspektive, die spontane und heitere Malweise und die ungewöhnliche Farbgebung.   
Lämmler war Autodidakt und dürfte sehr wahrscheinlich in der Herisauer Möbelwerkstatt des Johannes Bartholomäus Thäler (1806–1850) Anregungen für sein Schaffen gewonnen haben. Während seines kurzen Aufenthaltes im Elsass hatte er Kontakt mit der dort hoch entwickelten Stoffdruckerei, die ihn zu den «Sennenstreifen» inspiriert hatten, Farbholzschnitte, die er bei einer einheimischen Buntdruckerei hatte anfertigen lassen und kolorierte. Weite Verbreitung hat sein Bildnis einer Kuh aus dem Jahre 1849 in der gegenwärtigen Werbewirtschaft gefunden.  
Einige seiner Werke befinden sich im Historischen und Völkerkundemuseum St. Gallen, im Appenzeller Volkskunde-Museum Stein AR und im Museum Appenzell.

## Werkverzeichnis
(Auswahl)
- Paar unter Baum, 1838
- Alpfahrt, 1838
- Eimerbödeli (Aufschrift: «Johannes Jeger 1941»)
- Portrait eines Sennen, ca. 1845
- Bildnis einer Kuh, 1849
- Viehweide unter Kamor und Hohem Kasten, 1849
- Wirtshausschild aus Brülisau (Aufschrift: «Joh. Baptist Rusch 1850»)
- Stationentafel aus Brülisau, ca. 1850
- Alpfahrt, 1854
- Viehweide unter Kamor, Hohem Kasten und Staubern (Aufschrift: «Die ansicht der Kammoh, der Hohe Kasten und Staubern 1854 M. Barth. Lemmler»)
- Sennenstreifen (Farbholzschnitt von verschiedenen Stöcken gedruckt und koloriert, auf Papier)